# Fontenoy (Yonne)
Fontenoy is een gemeente in het Franse departement Yonne (regio Bourgogne-Franche-Comté) en telt 318 inwoners (2004). De oppervlakte bedraagt 15,8 km², de bevolkingsdichtheid is 20,1 inwoners per km².

## Demografie
Onderstaande figuur toont het verloop van het inwoneraantal van Fontenoy vanaf 1962.

Bron: Frans bureau voor statistiek. Cijfers inwoneraantal volgens de definitie population sans doubles comptes (zie de gehanteerde definities)
1. ↑  Populations de référence 2022.